# Ligacija (molekularna biologija)
U molekularnoj biologiji, ligacija je spajanje dva fragmenta nukleinskih kiselina pomoću enzima. To je esencijalna laboratorijska procedura pri molekularnom kloniranju DNK, gde se DNK fragmenti spajaju da bi se formirali rekombinantni DNK molekuli, npr. kad se strani DNK fragment umeće u plazmid. Krajevi DNK fragmenata se spajaju uz formiranje fosfodiestarskih veza između 3'-hidroksila jednog DNK terminusa i 5'-fosforila drugog. RNK se isto tako može ligirati. Kofaktor obično učestvuje u ovim reakcijama, i to je najčešće ATP ili NAD+.
Ligacija se u laboratoriji normalno izvodi koristeći T4 DNK ligaze, mada je procedura za ligaciju bez upotrebe standardne DNK ligaze isto tako popularna.

## Faktori koji utiču na ligaciju
Faktori koji generalno utiču na enzimski posredovane hemijske reakcije prorodno utiču i na reakciju ligacije, npr. koncentracija enzima i reaktanata, kao i reakciona temperatura i dužina perioda inkubacije. Ligacija je komplikovana činjenicom da željeni ligacioni produkti većine ligacionih reakcija trebaju da budu kombinacije dva različita DNK molekula, da reakcija obuhvata inter- i intra-molekularne reakcije, i da je neophodan dodatni korak spajanja radi odvijanje efektivne ligacije.

### DNK koncentracija
Koncentracija DNK može da utiče na brzinu ligacije, i na to da li je ligacija intermolekularna ili intramolekularna reakcija.  Ligacija se sastoji od spajanja jednog kraja DNK sa drugim, me]utim, svaki DNK fragment ima dva kraja, i ako su krajevi kompatibilni, DNK molekul se može ciklizovati spajanjem krajeva jednog fragmenta. Pri visokim DNK koncentracijama, povećana je verovatnoća odvijanja intermolekularne ligacije, dok je na nižim DNK koncentracijama intramolekularna reakcija verovatnija. Efikasnost transformacije linearne DNK je znatno niža neko cirkularne DNK, i da bi došlo do DNK cirkularizacije, DNK koncentracija ne treba da bude suviše visokah. Opšte pravilo je da totalna DNK koncentracija treba da bude manjaod 10 μg/ml.
Relativna koncentracija DNK fragmenata, kao i njihova dužina, su isto tako faktori koji mogu da utiču na to da li dolazi do intermolekularne ili intramolekularne reakcije.
Koncentracija DNK može da bude veštački povećana dodavanjem kondenzirajućih agenasa kao što su kobalt heksamin i biogeni poliamini poput spermidina, ili koristeći agense pretrpavanja kao što je polietilen glikol (PEG), koji isto tako povećava efektivnu koncentraciju enzima. Treba imati u vidu da aditivi kao što je kobalt heksamin mogu da ekskluzivno proizvedu intermolekularne reakcije, čime se formiraju linearni konkatimeri, umesto kružne DNK koja je podesnija za transformaciju u plasmidnu DNK. Konkatimeri su nepoželjni za plazmidnu ligaciju. Ako je neophodno da se koriste aditivi i ligaciji plazmida, preferentno se koristi PEG pošto taj agens promoviše intramolelularnu kao i intermolekularnu ligaciju.

### Koncentracija ligaze
Što je viša koncentracija ligaze, to je veća brzina ligacije. Ligacija tupih krajeva je znato manje efikasna od ligacije lepljivih krajeva, te se koristi visoka koncentracija ligaze pri ligaciji tupih krajeva. Visoka DNK koncentracija ligaze se može koristiti u kombinaciji sa PEG radi ubrzavanja reakcije, i stoga je PEG često komponenta garnitura za brzu ligaciju.

### Temperatura
Razmatranje temperature reakcije ligacije obuhvata dva aspekta. Prvi je optimalna temperature za dejstvo DNK ligaze, koja je 37°C, a drugi je temperatura topljenja (Tm) DNK krajeva koji se spajaju. Temperatura topljenja zavisi od dužine i bazne kompozicije DNK prepusta — što je veći broj G i C baza, to je viša Tm, pošto G-C base formiraju tri vodonične veze za razliku od dve za A-T bazne parove — uz isti doprinos slaganju baznih parova između fragmenata. Da bi se reakcija ligacije efikasno odvijala, krajevi trebaju da budu stabilno zagrejani. U ligacionim eksperimentima, Tm DNK krajeva je generalno znatno niža od 37°C. Optimalna temperatura za ligaciju kohezivnih krajeva je stoga kompromis između najpodesnije temperature za aktivnost DNK ligaze i Tm na kojoj krajevi mogu da se asociraju. Međutim, različiti restrikcioni enzimi formiraju različite krajeve, i kompozicija krajeva koje proizvode može da bude različita. Temperatura topljenja i optimalna temperatura mogu da variraju u širokom opsegu u zavisnosti od korištenih restrikcionih enzima. Ligacije takođe često obuhvataju spajanje krajeva koji su formirani različitim restrikcionim enzimima u istoj reakcionoj smeši, iz kog razloga nije uvek praktično da se izabere optimalna temperatura za specifičnu reakciju ligacije. Većina protokola jednostavno koristi 12-16°C, sobnu temperaturu, ili 4°C.

### Sastav pufera
Jonska jačina korištenog pufera može da utiče na ligaciju. Vrste prisutnih katjona isto tako mogu da utiču na ligacionu reakciju, na primer, prevelika količina Na+ može da dovede do toga da DNK postane kruća čime se povećava verovatnoća intermolekularne ligacije. Pri visokoj koncentraciji monovalentnog katjona (>200 mM) ligacija može da bude skoro potpuno inhibirana. Standardni pufer koji se koristi za ligaciju je dezajniran da minimizuje jonske efekte.